# Hunan
Hunan (wymowaⓘ; chiń. upr. 湖南; chiń. trad. 湖南; pinyin Húnán) – prowincja ChRL położona w środkowym biegu Jangcy, na południe od jeziora Dongting Hu. Jemu zawdzięcza swą nazwę, Húnán znaczy "Na południe od jeziora (Dongting Hu)". Skrótowa nazwa 湘 (pinyin: Xiāng) pochodzi od rzeki Xiang Jiang, która płynie przez prowincję.
Dane statystyczne:
- Powierzchnia: 211 800 km²
- Liczba ludności: 66 444 864
- Gęstość zaludnienia: 313/km²